# Poutini Peak
Poutini Peak är en bergstopp i Antarktis. Den ligger i Östantarktis. Nya Zeeland gör anspråk på området. Toppen på Poutini Peak är 1 601 meter över havet.
Terrängen runt Poutini Peak är kuperad åt nordost, men åt sydväst är den bergig. Trakten är obefolkad. Det finns inga samhällen i närheten. 